# Patinação de velocidade nos Jogos Olímpicos de Inverno de 2022 - 500 m feminino
A prova de 500 m feminino da patinação de velocidade nos Jogos Olímpicos de Inverno de 2022 foi disputada no Oval Nacional de Patinação de Velocidade, localizado em Pequim, no dia 13 de fevereiro.

## Medalhistas
| Ouro   | USA Erin Jackson      |
| Prata  | JPN Miho Takagi       |
| Bronze | ROC Angelina Golikova |

## Recordes
Antes desta competição, os recordes mundiais e olímpicos da prova eram os seguintes:
| Tipo | Atleta       | Tempo   | Local          | Data                    |
| ---- | ------------ | ------- | -------------- | ----------------------- |
|      | Lee Sang-hwa | 36.36 s | Salt Lake City | 16 de novembro de 2013  |
|      | Nao Kodaira  | 36.94 s | Gangneung      | 18 de fevereiro de 2018 |

## Resultados
| Pos. | Par | Raia | Atleta                   | País                | Tempo  | Diferença | Notas |
| ---- | --- | ---- | ------------------------ | ------------------- | ------ | --------- | ----- |
| 01 ! | 14  | I    | Erin Jackson             | USA Estados Unidos  | 37.04  | —         |       |
| 02 ! | 4   | O    | Miho Takagi              | JPN Japão           | 37.12  | +0.08     |       |
| 03 ! | 13  | I    | Angelina Golikova        | ROC                 | 37.21  | +0.17     |       |
| 4    | 4   | I    | Vanessa Herzog           | AUT Áustria         | 37.28  | +0.24     |       |
| 5    | 7   | O    | Jutta Leerdam            | NED Países Baixos   | 37.34  | +0.30     |       |
| 6    | 9   | I    | Femke Kok                | NED Países Baixos   | 37.39  | +0.35     |       |
| 7    | 10  | O    | Kim Min-sun              | KOR Coreia do Sul   | 37.60  | +0.56     |       |
| 8    | 11  | O    | Daria Kachanova          | ROC                 | 37.65  | +0.61     |       |
| 9    | 14  | O    | Kaja Ziomek              | POL Polônia         | 37.70  | +0.66     |       |
| 10   | 15  | I    | Olga Fatkulina           | ROC                 | 37.76  | +0.72     |       |
| 11   | 15  | O    | Andżelika Wójcik         | POL Polônia         | 37.78  | +0.74     |       |
| 12   | 7   | I    | Jin Jingzhu              | CHN China           | 37.88  | +0.84     |       |
| 13   | 8   | O    | Michelle de Jong         | NED Países Baixos   | 37.97  | +0.93     |       |
| 14   | 12  | I    | Tian Ruining             | CHN China           | 37.982 | +0.94     |       |
| 15   | 10  | I    | Arisa Go                 | JPN Japão           | 37.983 | +0.94     |       |
| 16   | 5   | O    | Brittany Bowe            | USA Estados Unidos  | 38.04  | +1.00     |       |
| 17   | 13  | O    | Nao Kodaira              | JPN Japão           | 38.09  | +1.05     |       |
| 18   | 11  | I    | Kimi Goetz               | USA Estados Unidos  | 38.25  | +1.21     |       |
| 19   | 12  | O    | Hanna Nifantava          | BLR Bielorrússia    | 38.30  | +1.26     |       |
| 20   | 6   | I    | Yekaterina Aidova        | KAZ Cazaquistão     | 38.54  | +1.50     |       |
| 21   | 5   | I    | Marsha Hudey             | CAN Canadá          | 38.79  | +1.75     |       |
| 22   | 9   | O    | Brooklyn McDougall       | CAN Canadá          | 38.84  | +1.80     |       |
| 23   | 3   | O    | Martine Ripsrud          | NOR Noruega         | 38.95  | +1.91     |       |
| 24   | 2   | O    | Julie Nistad Samsonsen   | NOR Noruega         | 39.02  | +1.98     |       |
| 25   | 3   | I    | Nikola Zdráhalová        | CZE República Checa | 39.18  | +2.14     |       |
| 26   | 6   | O    | Huang Yu-ting            | TPE Taipé Chinês    | 39.23  | +2.19     |       |
| 27   | 2   | I    | Sandrine Tas             | BEL Bélgica         | 39.37  | +2.27     |       |
| 28   | 8   | I    | Heather McLean           | CAN Canadá          | 39.31  | +2.33     |       |
| 29   | 1   | I    | Mihaela Hogaş            | ROU Romênia         | 39.45  | +2.41     |       |
| 30   | 1   | O    | María Victoria Rodríguez | ARG Argentina       | 39.70  | +2.66     |       |

Legenda
| Recorde mundial      | Recorde mundial (World record)               |                       | Recorde africano                      | Recorde africano (African) |                                           | Q | Classificado por posição (Qualified) |
| Recorde olímpico     | Recorde olímpico (Olympic record)            | Recorde da América    | Recorde da América (Americas)         | q                          | Classificado por melhor tempo (Qualified) |   |                                      |
| Melhor marca do ano  | Melhor marca do ano (World leading)          | Recorde asiático      | Recorde asiático (Asian)              | DNS                        | Não largou (Did not start)                |   |                                      |
| Recorde nacional     | Recorde nacional (National record)           | Recorde europeu       | Recorde europeu (European)            | DNF                        | Não terminou (Did not finish)             |   |                                      |
| Recorde pessoal      | Recorde pessoal do atleta (Personal best)    | Recorde da Oceania    | Recorde da Oceania (Oceania)          | DSQ / DQ                   | Desclassificado (Disqualified)            |   |                                      |
| Recorde da temporada | Recorde da temporada do atleta (Season best) | Recorde sul-americano | Recorde sul-americano (South America) | NM                         | Sem marca (No mark)                       |   |                                      |

### Patinação de velocidade
| Recorde de pista | Recorde da pista (Track record)               |  |  |
| QA               | Classificado para a final A                   |  |  |
| QB               | Classificado para a final B                   |  |  |
| ADV              | Classificado após decisão arbitral (Advanced) |  |  |
| PEN              | Pênalti                                       |  |  |
| YC               | Cartão amarelo (Yellow Card)                  |  |  |